# Маковский, Даниил Павлович
Даниил Павлович Маковский (17 декабря 1899, с. Заречье Мстиславского уезда Могилевской губернии — 7 января 1970, Смоленск) — советский историк, краевед, педагог.
Доктор исторических наук (1969), профессор Смоленского ГПИ.
Участник Гражданской и Великой Отечественной войн.

## Биография
Родился и вырос в крестьянской семье. С детства дружил с жившим по соседству в Заречье И. Л. Гуревичем (1901—1968), ставшим впоследствии известным учёным.
Участвовал в Гражданской войне.
В 1924 окончил экономико-географическое отделение Всесоюзного педагогического института.
В 1920-е работал в органах народного образования на Северном Кавказе, преподавал политэкономию в школах 2-й ступени.
С 1930 преподавал в Смоленском и Новозыбковском госпединститутах.
В 1936—1939 — член редколлегии Смоленского книжного издательства, а также заместитель директора СмоленГПИ по заочному обучению.
Воевал, был ранен, лечился в госпиталях.
В 1944—1949 — научный сотрудник Смоленского краеведческого НИИ, активно занимался краеведением.
В 1950 в МГПИ им. В. П. Потёмкина защитил кандидатскую диссертацию «Смоленское княжество».
В 1950—1957 — старший преподаватель, доцент, зав. кафедрой истории СССР.
С 1958 — доцент, а с 1963 и до 1969 профессор Смоленского ГПИ.
В 1969 защитил докторскую диссертацию «Развитие товарно-денежных отношений в сельском хозяйстве Русского государства в XVI веке» (Киев).
Выступив в 1960-е годы с тремя книгами по важнейшим проблемам истории Отечества XVI — начала ХYII вв., Д. П. Маковский по-новому поставил некоторые кардинальные вопросы истории (о начале развития капитализма в России, о характере крестьянских войн и др.), что вызвало оживлённую дискуссию в научных кругах, на страницах исторических журналов, а также рецензию в журнале «Славянское обозрение» (США).

## Сочинения
- Маковский Д. П., Морыганов А. Н. Социалистическая перестройка хуторской деревни. — Смоленск: Запгиз, 1936. — 300 с. — 2000 экз.

- Маковский Д. П. Героическое прошлое Смоленщины. — Смоленск: Смолгиз, 1946.

- Маковский Д. П. Смоленское княжество / Смоленский краеведческий научно-исследовательский институт. — Смоленск, 1948. — 272 с.

- Андреев И. В., Маковский Д. П. Доисторические и исторические памятники города Смоленска и его окрестностей. — Смоленск, 1948. — 120 с.

- Андреев Н. В., Маковский Д. П. Смоленский край в памятниках и источниках: Ч. 1: с древнейших времен до второй половины XIX в. — Смоленск: Смолгиз, 1949.

- Маковский Д. П. Развитие товарно-денежных отношений в сельском хозяйстве Русского государства в XVI веке. — Смоленск, 1960.

- Маковский Д. П. Развитие товарно-денежных отношений в сельском хозяйстве Русского государства в XVI веке. — Изд. 2-е. — Смоленск, 1963.

- Маковский Д. П. Первая крестьянская война в России / Смоленск:. пед. ин-т. — Смоленск, 1967. — 526 с. (в пер.)

Инициатор создания серии книг «Города Смоленщины» (Очерки по истории городов Смоленской области с древнейших времен до наших дней) и соавтор их:
- Маковский Д. П., Орлов В. С. Смоленск: С древнейших времён до XX века. — Смоленск: Смолгиз, тип. им. Смирнова, 1948. — (Города Смоленщины: Очерки по истории городов Смоленской области с древних времён до наших дней. Вып.1).

- Маковский Д. П. и др. Рославль / Д. П. Маковский, В. С. Орлов, А. В. Чернобаев, Б. И. Бельтюков. — Смоленск, 1952. — 208 с. — (Города Смоленщины). — 3000 экз. Архивировано 1 мая 2013 года.

- Маковский Д. П. и др. Вязьма / Д. П. Маковский, В. С. Орлов, А. В. Чернобаев, Б. И. Бельтюков. — Смоленск, 1953. — 168 с. — (Города Смоленщины).

- Орлов В. С., Чернобаев А. В. Ельня. — Смоленск, 1955. — (Города Смоленщины).

- Орлов В. С., Чернобаев А. В. Гжатск. — Смоленск, 1957. — (Города Смоленщины).

Статьи
- Маковский Д. П. Героическая оборона: (Борьба смолян с польско-литовскими интервентами) // Родина. Кн. 2. — Смоленск, 1938. — С. 268—300.